# Бобруйка
Бобруйка — река, протекающая на территории Бобруйского района Могилёвской области в Республике Беларусь. Является правым притоком Березины и находится в бассейне Днепра. По одной из версий от реки произошло название города Бобруйска.

## Этимология
Своё название река получила из-за того, что в ней водилось большое количество бобров. По одной из них название имеет балтские корни и связано с литовским словом «bebrus» (бобр). Также есть мнение, что название реки может иметь финно-угорский формант -йя (-я).

## Физическая география
Исток находится в километре от деревни Каменка. Длина 12 (по другим данным 14,5) километров. Средний уклон водной поверхности 1,2 ‰. По всей длине канализированая. Площадь водосбора 88 км². Течёт по Центральноберезинской равнине. Подпитывается от сети оросительных каналов. Помимо них в неё также впадает родник возле слуцкого шоссе (д. Березовичи) и полноводный Синьков ручей. Впадает в Березину на территории города Бобруйск.

## Фауна
По заверениям местных жителей у реки обитали утки и ондатры.